# Palestinienii strămutați intern
Palestinienii strămutați intern sau persoanele strămutate intern din Israel și Palestina sunt palestinienii strămutați intern care au fugit sau au fost expulzați din casele lor din Palestina Mandatară de forțele evreiești sau israeliene, înainte și în timpul războiului arabo-israelian din 1948, dar care au rămas în regiunea a ceea ce a devenit ulterior statul Israel. Palestinienii strămutați intern din Israel sunt denumiți și prezenți absenți. Termenul se aplică și urmașilor lor.
Conform estimărilor ONG-ului palestinian BADIL, peste 384.200 palestinieni strămutați intern locuiesc în Israel și 334,600 în teritoriile ocupate.
În 1950, 46.000 din cei 156.000 de cetățeni arabi ai Israelului erau considerați prezenți absenți.
Palestinienilor strămutați intern nu le este permis să locuiască în casele în care trăiau înainte, chiar dacă acestea se află în apropiere, sunt încă locuibile, iar ei pot demonstra cu documente că le-au aparținut. Respectivii proprietari sunt considerați „absenți” de guvernul israelian, deoarece ei au lipsit din locuințe la o anume dată, chiar dacă nu intenționau să le părăsească pentru mai mult de câteva zile și chiar dacă le-au părăsit împotriva voinței lor.

## Palestinienii strămutați intern din Israel
Dacă definiția se aplică doar palestinienilor strămutați din cauza războiului din 1948 și efectelor lui imediate, precum și urmașilor acestora, atunci circa 274.000 de arabi israelieni – sau unul din patru palestinieni din Israel – sunt palestinieni strămutați intern.
Centrul pentru Monitorizarea Strămutărilor Interne estima, în 2007, că în Israel trăiesc 150.000–420.000 de persoane strămutate intern. Marea lor majoritate sunt musulmane (90%), iar circa 10% sunt creștine. Printre cei strămutați nu se află și druzi, deoarece „nici un sat druz nu a fost distrus în războiul din 1948 și nici un druz nu și-a părăsit așezarea în mod permanent”. Câțiva ani mai târziu, aceeași organizație estima un număr de 231.000 de strămutați intern pe 31 decembrie 2017, din care 700 de cazuri noi.
Organizațiile care apără drepturile palestinienilor arabi din Israel îi includ în general în cifrele privind strămutații intern și pe cei 110.000 de beduini obligați în 1949 să se mute într-o zonă închisă din Negev, sub administrație militară. Alte persoane incluse în aceste statistici sunt cele obligate la strămutare în urma continuelor politici israeliene de demolare a locuințelor palestiniene ridicate fără autorizație de construire sau a satelor nerecunoscute. Pe baza acestei definiții mai largi, numărul total estimat al persoanelor strămutate se ridică la 250.000–420.000.

### Prezenții absenți
În 1950, Agenția Organizației Națiunilor Unite de Ajutorare și Lucrări pentru Refugiații Palestinieni din Orientul Apropiat (UNRWA) estima că 46.000 din cei 156.000 de palestinieni ce au rămas în interiorul granițelor care au demarcat Israelul în urma acordurilor de armistițiu din 1949 erau refugiați strămutați intern.
La fel ca în cazul altor refugiați palestinieni, casele și proprietățile strămutaților intern au fost plasate sub controlul unui organism guvernamental, Custodele proprietăților absenților, prin intermediul unei legislații care include Ordonanța de Urgență din 1948 privind Proprietățile Absenților (o măsură temporară) și Legea din 1950 a Proprietăților Absenților.
Spre deosebire de alți refugiați palestinieni, strămutaților intern care au rămas între granițele a ceea ce a devenit statul Israel le-a fost acordată cetățenia israeliană, prin Legea Cetățeniei din iulie 1952. În același an, Israelul a solicitat ca UNRWA să-i transfere responsabilitatea pentru înregistrarea și îngrijirea strămutaților intern și, pentru o vreme, le-a oferit acestora asistență umanitară de bază.
Regimul administrativ militar, aplicat de Israel în anumite regiuni cu populație arabă între 1948 și 1966, a restricționat deplasarea cetățenilor arabi și, împreună cu Legea Proprietăților Absenților, i-a împiedicat pe refugiații intern să se întoarcă la proprietățile lor pentru a le revendica. Conform Legii Proprietăților Absenților, „absenții” sunt acei locuitori ne-evrei ai Palestinei care și-au părăsit locurile obișnuite de rezidență și stabiliți în orice loc din interiorul sau exteriorul țării după adoptarea rezoluției de împărțire a Palestinei de către ONU. În virtutea acestor legi, proprietarii „absenți” ai bunurilor sau locuințelor erau obligați să-și dovedească „prezența” pentru ca drepturile lor de proprietate să fie recunoscute de guvernul israelian. Totuși, toate drepturile de proprietate ale „absenților” fuseseră transferate Custodelui proprietăților absenților numit de guvern, iar orice persoană, inclusiv însuși proprietarul „absent”, găsită ocupând, fiind „prezentă” sau construind pe o astfel de proprietate ar fi violat legea și ar fi riscat expulzarea și demolarea.
Unii săteni, precum cei din Ghassibiya, Bir'im și Ikrit, au adresat petiții Curții Supreme a Israelului pentru a li se recunoaște drepturile de proprietate anulate în anii 1950, dar au fost împiedicați în mod fizic să-și recupereze proprietățile de către autoritățile administrative militare, care au refuzat să respecte deciziile curții și au declarat satele drept zone militare închise.
Pentru că cei mai mulți cetățeni palestinieni arabi ai Israelului au fost considerați „absenți”, chiar dacă se aflau în interiorul statului Israel, ei sunt denumiți în mod obișnuit prezenți absenți.

### În prezent
În prezent, beduinii strămutați intern trăiesc în 39–46 de state nerecunoscute din Negev și Galileea, în timp ce restul palestinienilor strămutați intern trăiesc în circa 80 de orașe și sate din Galileea, precum Ein Hawd. De asemenea, persoane strămutate intern locuiesc în satul Ein Rafa de lângă Ierusalim.
Jumătate din populația celor mai mari orașe arabe din Israel, Nazaret și Umm al-Fahm, este alcătuită din palestinieni strămutați din orașele și satele vecine distruse în 1948.

## Palestinienii strămutați intern din teritoriile ocupate
Centrul pentru Monitorizarea Strămutărilor Interne estima, în iulie 2015, că în teritoriile palestiniene ocupate de Israel trăiesc circa 263.500 de persoane strămutate.

## Cercetări privind strămutații intern
Există câteva cărți care tratează problema strămutaților intern palestinieni din Israel și de-a lungul Liniei Verzi de demarcație cu teritoriile palestiniene.
În 1991, scriitorul și activistul pentru pace David Grossman a realizat câteva interviuri cu cetățeni arabi ai Israelului. Acestea au fost publicate într-o carte denumită „Absenții prezenți” (în ebraică נוכחים נפקדים, Nokhekhim Nifkadim). Versiunea în limba engleză a fost intitulată Sleeping on a Wire: Conversations with Palestinians in Israel.
După cum scrie Nur Masalha în introducerea sa: „Dobândind paradoxalul nume de prezenți absenți, statul le-a luat strămutaților intern proprietățile și locuințele, transformându-i în refugiați, și i-a exilat în propria lor țară”. Cartea se folosește de istorie orală și de interviuri cu refugiați intern pentru a examina identitatea și memoria palestiniană, drepturile băștinașilor, protecția internațională, dreptul la reîntoarcere și o soluție justă pentru conflictul din Palestina/Israel.